# Anika Klafki
Anika Klafki (* 31. August 1986) ist eine deutsche Rechtswissenschaftlerin. Sie hat seit Oktober 2019 eine Juniorprofessur für Öffentliches Recht, insbesondere transnationales Verwaltungsrecht an der Friedrich-Schiller-Universität Jena inne. Einer von Klafkis Forschungsschwerpunkten ist der rechtliche Umgang mit Pandemien. Im Rahmen der Corona-Pandemie war sie deswegen Sachverständige des Bundestages, hat Fernseh-Interviews gegeben und war Gast in verschiedenen Polit-Talkshows.

## Leben
Anika Klafki hat von 2005 bis 2010 an der Bucerius Law School und der University of Queensland Rechtswissenschaften studiert. Anschließend hat sie ihr Referendariat am Oberlandesgericht Hamburg, mit Stationen in Istanbul und Marseille absolviert.
Nach dem Referendariat im Jahr 2012 war Klafki zunächst wissenschaftliche Mitarbeiterin an der Bucerius Law School am Lehrstuhl von Hermann Pünder. Im Jahr 2016 beendete sie ihre unter dem Titel "Risiko und Recht. Risiken und Katastrophen im Spannungsfeld von Effektivität demokratischer Legitimation und rechtsstaatlichen Grundsätzen" veröffentlichte Dissertation an der Bucerius Law School. Die Arbeit wurde von der Gesellschaft für Recht und Politik im Gesundheitswesen mit einem Wissenschaftspreis und von der Bucerius Law School mit einem Promotionspreis ausgezeichnet. Ferner wurde die Arbeit in die renommierte Liste der juristischen Bücher des Jahres aufgenommen, die jährlich in den Fachzeitschriften NJW und JZ erscheint. Ab 2016 war Anika Klafki am Lehrstuhl von Hermann Pünder als wissenschaftliche Assistentin tätig und hat ihre Habilitation begonnen. Zwischenzeitlich hat sie Lehraufträge an der Universität Sarajevo und der Universität Dresden wahrgenommen.
Seit Oktober 2019 hat Klafki eine Juniorprofessur mit Tenure Track für Öffentliches Recht, insbesondere transnationales Verwaltungsrecht an der Friedrich-Schiller-Universität Jena inne.
Seit 2021 ist Klafki Mitglied im Gemeinsamen Ausschuss zum Umgang mit sicherheitsrelevanter Forschung von der Deutschen Forschungsgemeinschaft und der Akademie der Wissenschaften Leopoldina.
Im Thüringer Landtag wurde Klafki am 26. Januar 2022 als Nachfolgerin des verstorbenen Manfred Baldus zur Richterin am Thüringer Verfassungsgerichtshof von den Fraktionen der SPD, Bündnis 90/Die Grünen und der Linken vorgeschlagen. Sie ist selbst seit 2005 Mitglied der SPD. Am 4. Februar 2022 wurde sie mit 60 von 85 Stimmen gewählt.

## Forschungsschwerpunkte
Ihre Forschungsschwerpunkte sind die Rechtsvergleichung, Verwaltungswissenschaften, Staatsorganisationsrecht, Recht der öffentlichen Sicherheit, Katastrophenrecht, Öffentliches Wirtschaftsrecht, Öffentliches Medizinrecht, Hochschulverwaltungsrecht sowie im Planungsrecht.

## Publikationen (Auswahl)
- Risiko und Recht – Risiken und Katastrophen im Spannungsfeld von Effektivität, demokratischer Legitimation und rechtsstaatlichen Grundsätzen am Beispiel von Pandemien, Mohr Siebeck 2017 (Dissertation), ISBN 978-3-16-155051-5.
- Digitalisierung und Recht, Bucerius Law School Press 2017 (Herausgabe mit Felix Würkert und Tina Winter), ISBN 978-3-86381-103-7.
- Risiko und Katastrophe als Herausforderung für die Verwaltung, Schriften der Deutschen Sektion des Internationalen Instituts für Verwaltungswissenschaften, Nomos 2016 (Herausgabe mit 
Hermann Pünder), ISBN 978-3-8487-3519-8.